# Posthoorngroep
De Posthoorngroep was een groep kunstenaars uit Den Haag die in Bodega De Posthoorn bijeenkwam en er ook exposeerde. Deze kunstenaars worden gerekend tot de Nieuwe Haagse School.

## Geschiedenis
Op initiatief van Jaap Nanninga werden vanaf 1949 door een aantal experimenteel ingestelde Haagse schilders in stamcafé 'De Posthoorn' aan de Nieuwe Uitleg schilderijen geëxposeerd, met zoveel succes dat in 1950 het naastgelegen pand werd gehuurd en als galerie ingericht door de kunst-collectioneur Frits Becht. De Posthoorn-galerie werd hierdoor een feit. Wie de tentoonstelling wilde zien kon aan het buffet van het café de sleutel ophalen. Het stamcafé was niet alleen een ontmoetingsplek voor kunstenaars, maar ook voor een aantal schrijvers, zoals J.C. Bloem, Clara Eggink, Martinus Nijhoff, A. Roland Holst en Simon Carmiggelt.
Kunstenaars als Jos van den Berg, Theo Bitter, Karel Bleijenberg, Kees van Bohemen, Dirk Bus, Jan Cremer, Lotti van der Gaag, Willem Hussem, Nol Kroes, George Lampe, Hans van der Lek, Jaap Nanninga, Jan Roëde, Gerard Verdijk, Aat Verhoog en anderen mochten gratis in de Posthoorn-galerie exposeren; er werden bijna maandelijks tentoonstellingen georganiseerd. De jaren 1956-1959 waren de meest succesvolle, daarna nam de belangstelling snel af en in 1962 sloot de galerie haar deuren. Een later vervolg op het stamcafé 'De Posthoorn' vestigde zich aan het Lange Voorhout. Dit werd opnieuw een dagelijkse ontmoetingsplek voor veel Haagse kunstenaars, dichters en schrijvers, zoals voor Willem Hussem, die er dagelijks kwam en zijn vaste plaats had aan de achterste tafel.

## Kunstenaars van de Posthoorngroep
- Johan van den Berg (1939-)
- Jos van den Berg (1905-1978)
- Theo Bitter (1916-1994)
- Karel Bleijenberg (1913-1981)
- Kees van Bohemen (1928-1985)
- Carolien Boudijn
- Amélie de Bourbon (1936-)
- Wil Bouthoorn (1916-2004)
- Dirk Bus (1907-1978)
- Jan Cremer (1940-2024)
- Gerard Fieret (1924-2009)
- Lotti van der Gaag (1923-2000)
- Willem Hussem (1900-1974)
- Aart van den IJssel (1922-1983)
- Nol Kroes (1918-1976)
- Joop Kropff (1892-1979)
- Paul Kromjong (1903-1973)
- George Lampe (1921-1982)
- Hans van der Lek (1936-2001)
- Will Leewens (1923-1986)
- Ber Mengels (1921-1995)
- Theo van der Nahmer (1917-1989)
- Jaap Nanninga (1904-1962)
- Jan Olyslager (1926-2010)
- Thijs Overmans (1928-)
- Jan Roëde (1914-2007)
- Marianne de Ruiter (1919-1990)
- Willem Schrofer (1898-1968)
- Wim Sinemus (1903-1987)
- Ferry Slebe (1907-1994)
- Arnold Smith (1905-1995)
- Meike Sund (1923-)
- Gerard Verdijk (1934-2005)
- Aat Verhoog (1933-)
- Joop Vreugdenhil (1904-1969)
- Karel Wiggers (1916-1989)
- Frans de Wit (1901-1981)